# Rafał Wolski (dyplomata)
Rafał Stanisław Wolski (ur. 15 lipca 1968 w Pleszewie) – polski historyk, urzędnik i dyplomata; konsul generalny we Lwowie (2017–2019) oraz Monachium (od 2024).

## Życiorys
Wychował się w Olsztynie, gdzie ukończył liceum ogólnokształcące. Absolwent Instytutu Historycznego Uniwersytetu Warszawskiego (1992, mgr historii).
Pracował naukowo w latach 1989–1992 w Instytucie Historii Nauki Polskiej Akademii Nauk, zaś w 1995–1996 i 2000 w Ośrodku Badań Naukowych im. Wojciecha Kętrzyńskiego w Olsztynie. Był też zatrudniony w biurze poselskim Mariusza Wesołowskiego. Pracował także jako inspektor Urzędzie Gminy Warszawa-Centrum (1996–1998), zastępca dyrektora generalnego Polsko-Niemieckiej Izby Przemysłowo-Handlowej (1998–1999). Od 2000 do 2006 był kierownikiem Wydziału Ekonomiczno-Handlowego Konsulatu Generalnego RP w Monachium (od 2002 w stopniu radcy). Następnie był dyrektorem Departamentu Współpracy Międzynarodowej i Inwestycji Zagranicznych Urzędu Marszałkowskiego Województwa Warmińsko-Mazurskiego w Olsztynie (2007–2010). W latach 2010–2015 kierował Wydziałem Konsularnym ambasady RP w Kijowie. Od 7 września 2015 do 31 marca 2017 był zastępcą ambasadora. 8 kwietnia 2017 został konsulem generalnym we Lwowie. Funkcję sprawował do 12 lipca 2019. W latach 2019–2020 był naczelnikiem Centrum Informacji Konsularnej Departamentu Konsularnego MSZ. W 2020 przeszedł do Departamentu Dyplomacji Publicznej i Kulturalnej Ministerstwa Spraw Zagranicznych, gdzie objął stanowisko zastępcy dyrektora, a od 5 lipca 2021 do grudnia 2023 dyrektora. W sierpniu 2024 objął stanowisko konsula generalnego RP w Monachium.
Członek Rady Fundacji „Pomoc Polakom na Wschodzie” im. Jana Olszewskiego. Przetłumaczył szereg książek z języka niemieckiego.
Zna języki: ukraiński, niemiecki, angielski, rosyjski.

## Odznaczenia i wyróżnienia
- 2005 – Srebrny Krzyż Zasługi „za zasługi dla rozwoju kultury”[10][7]
- 2018 – Nagroda im. dr Andrzeja Kremera – „Konsul Roku”[7][11]
- 2024 – Złoty Krzyż Zasługi „za zasługi w pielęgnowaniu pamięci oraz dokumentowaniu prawdy o Polakach ratujących Żydów podczas II wojny światowej, w szczególności o poświęceniu i męczeństwie rodziny Ulmów”[12][7]
- Srebrna Odznaka „Zasłużony dla Krajowej Administracji Skarbowej”[7]